# Успенское сельское поселение (Должанский район)
Успенское се́льское поселе́ние — муниципальное образование в Должанском районе Орловской области Российской Федерации.
Административный центр — деревня Выгон.

## История
Статус и границы сельского поселения установлены Законом Орловской области от 19 ноября 2004 года № 445-ОЗ «О статусе, границах и административных центрах муниципальных образований на территории Должанского района Орловской области».

## Население
| 2010 | 2012 | 2013 | 2014 | 2015 | 2016 | 2017 |
| ---- | ---- | ---- | ---- | ---- | ---- | ---- |
| 808  | ↘773 | ↘754 | ↘740 | ↘711 | ↘697 | ↘680 |
| 2018 | 2019 | 2020 | 2021 | 2023 |      |      |
| ↘677 | ↘660 | ↘642 | ↘500 | ↘490 |      |      |

## Состав сельского поселения
| № | Населённый пункт | Тип населённого пункта          | Население |
| - | ---------------- | ------------------------------- | --------- |
| 1 | Алексеевка       | село                            | ↘198      |
| 2 | Воробьёвка       | деревня                         | 13        |
| 3 | Выгон            | деревня, административный центр | ↘67       |
| 4 | Грачёвка         | деревня                         | ↘168      |
| 5 | Гремячка         | деревня                         | ↘182      |
| 6 | Озерки           | деревня                         | 1         |
| 7 | Плотки           | деревня                         | ↘91       |
| 8 | Прибыткино       | деревня                         | 15        |
| 9 | Успенское        | село                            | ↘72       |